# 美山町立美山南中学校
美山町立美山南中学校（みやまちょうりつ　みやまみなみちゅうがっこう）は、かつて岐阜県山県郡美山町に存在した公立中学校。
「山県市立美山南中学校」と記述されることがあるが、これは誤りである。美山南中学校が廃校になったのは、美山町廃止の日（2003年3月31日）であり、統合後の美山中学校の開校は、山県市発足の日（2003年4月1日）である。

## 概要
- 美山町南部の中学校であり、乾小学校、富波小学校、西武芸小学校[注釈 1]の児童が進学していた。
- 校地、校舎は美山中学校に引き継がれ、校舎は美山中学校の新校舎完成までの2009年まで使用された。

## 沿革
美山南中学校は1966年に美山町の3つの中学校（乾・富波・西武芸）を統合し、新設された中学校である。
- 1966年（昭和41年）4月1日 - 乾中学校、富波中学校、西武芸中学校を統合し、美山町立美山南中学校として開校。統合校舎は無く、旧・乾中学校を乾分教場、旧・富波中学校を富波分教場、旧・西武芸中学校を西武芸分教場とする。
- 1967年（昭和42年）9月 - 統合校舎が完成。各分教場を廃止。
- 2003年（平成15年）3月31日 - 美山北中学校と統合。美山中学校の新設により廃校。